# Roberto Petito
Pour les articles homonymes, voir Petito.
Roberto Petito (né le 1er février 1971 à Civitavecchia dans la province de Rome, dans le Latium) est un coureur cycliste italien. Fidèle équipier successivement pour les sprinteurs Mario Cipollini puis Alessandro Petacchi, il a décroché quelques victoires et places d'honneur notamment en 2007, où il finit 5e de Paris-Roubaix.

## Palmarès

### Palmarès amateur
- 1989
  - Trofeo Tosco-Umbro
- 1990
  - Coppa Bologna
- 1991
  - Trophée Rigoberto Lamonica
  - 2e du Giro del Casentino
  - 3e de la Coppa Bologna
- 1992
  - Trophée Mario Zanchi
  - Tour des régions italiennes :
    - Classement général
    - 3e étape

  - Coppa Ciuffenna
  - 2e du Grand Prix San Giuseppe

### Palmarès professionnel
- 1994
  - Tour de Romagne
  - 2e du Tour du Piémont
- 1995
  - 2e du Tour de l'Etna
  - 2e du Tour méditerranéen
  - 6e de Paris-Nice
- 1997
  - Classement général de Tirreno-Adriatico
  - Classement général de la Semaine cycliste internationale
  - Tour de Sardaigne
- 1998
  - 8e de la Flèche wallonne
  - 9e de Milan-San Remo
- 1999
  - 2e du championnat d'Italie sur route
- 2000
  - 2e du Trofeo Laigueglia
- 2001
  - Trophée Pantalica
  - 5e étape de Tirreno-Adriatico
  - 1re étape du Tour des Abruzzes
- 2004
  - 5e étape de Tirreno-Adriatico
- 2005
  - 5e du Tour des Flandres
- 2006
  - Quatre Jours de Dunkerque
    - Classement général
    - 2e étape

  - 3e du championnat d'Italie de cyclo-cross
  - 10e du Tour des Flandres
- 2007
  - 5e de Paris-Roubaix

### Résultats sur les grands tours

#### Tour de France
7 participations
- 1994 : abandon (11e étape)
- 1995 : abandon

#### Tour d'Italie
4 participations
- 1996 : 63e
- 1997 : 24e
- 1999 : 60e
- 2001 : 100e

#### Tour d'Espagne
4 participations
- 1994 : 73e
- 1997 : abandon